# Nedokončane zgodbe (Tolkien)
Nedokončane pripovedi ali Nedokončane zgodbe (s polnim naslovom Nedokončane pripovedi o Númenorju in Srednjem svetu; angleško Unfinished Tales [of Númenor and Middle-earth]) so zbirka zgodb, ki jih J. R. R. Tolkien za časa svojega življenja ni nikoli dokončal; po njegovi smrti jih je uredil njegov sin Christopher Tolkien in jih izdal leta 1980.
To delo se od npr. Silmarilliona, v katerem so odlomki pripovedi smiselno povezani v koherentno celoto, razlikuje po tem, da so Nedokončane pripovedi ostale take, kot jih je Tolkien zapustil, praktično brez sprememb. Nekatere zgodbe so zato, kot pravi naslov, nedokončane oz. nepopolne, druge pa so zgolj nekakšni zbiri podatkov o Srednjem svetu. Kar je zelo pomembno, pa je to, da vsakemu delu v knjigi sledi dolg seznam podrobnih, poglobljenih in izčrpnih opomb Christopherja Tolkiena, ki so včasih za bralca velik izziv, a skupaj z zgodbami tvorijo fantastično in fascinantno celoto.
Ravno tako kot Silmarillion, je Christopher Tolkien tudi Nedokončane pripovedi uredil in izdal, še preden je končal študij gradiva v arhivu, ki ga je zapustil njegov oče. Zaradi tega najdemo v uredniškem delu tudi kakšno nedoslednost, vendarle pa nam delo podarja veliko podrobnih informacij o osebah, dogodkih in krajih Srednjega sveta in je zato odlično dopolnilo tako Gospodarju prstanov kot Silmarillionu. 
Od zanimivejših poglavij Nedokončanih pripovedi velja omeniti predvsem poglavja o Gandalfu in Istarjih, smrti Isildurja in izgubi Edinega Prstana na Žafranovih poljanah (angleško Gladden Fields) in o ustanovitvi Rohanskega kraljestva, izjemno zanimiva pa je tudi pripoved o Aldarionu in njegovi ženi Erendis, ki je tako rekoč edina znana zgodba o Númenorju pred njegovo pogubo.
Ravno prodajni in kritični uspeh objave dela Nedokončane pripovedi je Christopherja Tolkiena vzpodbudil in opogumil, da se je lotil izdajanja dvanajstih knjig zbirke z naslovom Zgodovina Srednjega sveta (The History of Middle-earth), ki obsega tako rekoč celoten korpus Tolkienovega pisanja o Srednjem svetu.